# 150 (liczba)
150 (sto pięćdziesiąt) – liczba naturalna następująca po 149 i poprzedzająca 151.

## W matematyce
- 150 jest liczbą Harshada[1]
- 150 jest liczbą praktyczną[2]
- 150 jest liczbą obfitą[3]
- 150 jest palindromem liczbowym, czyli może być czytana w obu kierunkach, w pozycyjnym systemie liczbowym o bazie 4 (2112) oraz bazie 7 (303)
- 150 należy do dziewięciu trójek pitagorejskich (42, 144, 150), (80, 150, 170), (90, 120, 150), (150, 200, 250), (150, 360, 390), (150, 616, 634), (150, 1120, 1130), (150, 1872, 1878), (150, 5624, 5626).

## W nauce
- liczba atomowa unpentnilium (niezsyntetyzowany pierwiastek chemiczny)
- galaktyka NGC 150
- planetoida (150) Nuwa
- kometa krótkookresowa 150P/LONEOS

## W kalendarzu
150. dniem w roku jest 30 maja (w latach przestępnych jest to 29 maja). Zobacz też co wydarzyło się w roku 150, oraz w roku 150 p.n.e.